# Mariana Duarte
Mariana Rogê Ferreira Duarte (São Paulo, 5 de outubro de 1996) é uma jogadora de polo aquático brasileira.

## Carreira
Mariana integrou a equipe do Brasil que finalizou em oitavo lugar nos Jogos Olímpicos de 2016, no Rio de Janeiro.